# Louis-Antoine Pardaillan de Gondrin

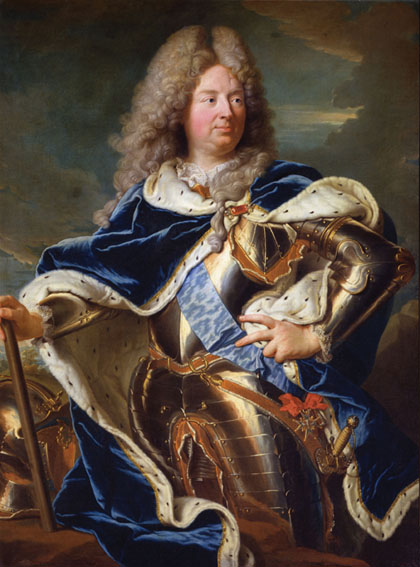
Książę d’Antin ok. 1710

Louis-Antoine Pardaillan de Gondrin, książę d’Antin (ur. 5 września 1665, w Paryżu, zm. 2 listopada 1736, tamże) – francuski arystokrata i wojskowy.
Jedyny syn Louisa-Henriego de Pardaillana de Gondrin, markiza de Montespan i Franciszki-Ateny de Rochechouart, znanej jako Markiza de Montespan (późniejszej maîtresse-en-titre króla Ludwika XIV Burbona). 21 sierpnia 1686 poślubił Julie Françoise de Crussol d'Uzès, z którą miał dwóch synów, których obu przeżył:
- Ludwika de Pardaillan de Gondrin (1689–1712), markiza de Gondrin, który był pierwszym mężem Marii Wiktorii de Noailles (późniejszej żony hrabiego Tuluzy),
- Piotra de Pardaillan de Gondrin (1692–1733), księcia-opata w Langres i członka Akademii Francuskiej.

Louis de Rouvroy, książę de Saint-Simon określał go jako zdecydowanie dobrego oficera, choć innego zdania był m.in. Ludwik III Burbon-Condé, który zabawił się raz jego kosztem udając, że na obóz wojskowy dokonano ataku. d’Antin spanikował, lecz jako człowiek spokojny nie szukał odwetu za ten afront.